# Agence nationale de la statistique et de la démographie
L'Agence nationale de la statistique et de la démographie (ANSD) est le service officiel des statistiques du Sénégal et a été créée en 2005. Ses activités s'organisent dans le cadre plus général du système statistique du Sénégal.
L'ANSD est une structure administrative placée sous l'autorité du ministre chargé de la statistique, actuellement le ministre de l'Économie et des Finances. Ses attributions et son organisation ont fait l'objet du décret no 2005-436 du 23 mai 2005 pris par le président de la République.
Très généralement, l'ANSD est chargée d'assurer la coordination technique des activités du système statistique national et de réaliser elle-même, les activités de production et de diffusion des données statistiques pour les besoins du gouvernement, des administrations publiques, du secteur privé, des partenaires au développement et du public.

## Mission
En particulier l’Agence est chargée :
- de favoriser le développement des sciences statistiques et la recherche économique appliquée relevant de sa compétence ;
- d’assurer le secrétariat et l’organisation des réunions du Conseil national de la statistique et du Comité technique des programmes statistiques ainsi que de ses sous-comités sectoriels ;
- de préparer les dossiers à soumettre aux réunions du Conseil national de la statistique et du Comité technique des programmes statistiques ;
- de veiller à l’élaboration et à la mise en œuvre des programmes pluriannuels et annuels d’activités statistiques ;
- d’assurer la mise en application des méthodes, concepts, définitions, normes, classifications et nomenclatures approuvés par le Comité technique des programmes statistiques ;
- de centraliser et de diffuser les synthèses des données statistiques produites par l’ensemble du système statistique national ;
- de réaliser des enquêtes d’inventaire à couverture nationale notamment les recensements généraux de la population et les recensements d’entreprises ;
- de produire les comptes de la nation ;
- d’élaborer les indicateurs économiques, sociaux et démographiques ;
- de suivre la conjoncture et la prévision économique en rapport avec le service chargé de la prévision et de la conjoncture économique ;
- d’élaborer et de gérer les fichiers des entreprises et des localités ;
- de promouvoir la formation du personnel spécialisé pour le fonctionnement du système national d’information statistique par l’organisation des cycles de formation appropriés notamment au sein d’une école à vocation régionale ou sous régionale intégrée à l’agence.
- l’Agence est en outre chargée du suivi de la coopération technique internationale en matière statistique. À ce titre, elle représente le Sénégal dans les réunions sous-régionales, régionales et internationales relatives aux questions relevant de sa compétence et suit les activités des organisations internationales en ce qui concerne les questions statistiques.

## Organisation

### Conseil de surveillance
L’ANSD est administrée par un Conseil de surveillance composé de neuf (9) membres nommés par décret pour une durée de trois (3) ans renouvelable sur proposition du Ministre de tutelle.
Le Président du Conseil de surveillance est nommé parmi les membres dudit Conseil pour une durée de trois (3) ans non renouvelable sur proposition du Ministre de tutelle.
Le Conseil de surveillance définit et oriente la politique générale de l’Agence. À ce titre :
- il fixe les objectifs et approuve le programme d’action annuel de l’Agence ;
- il contrôle et évalue le fonctionnement et la gestion de l’Agence ;
- il approuve le rapport d’activités annuel de l’Agence ;
- il approuve, sur proposition du directeur général, le statut du personnel, l’organigramme, le règlement intérieur, le règlement financier ;
- il adopte le budget de l’Agence et arrête, de manière définitive, les comptes et les états financiers annuels ;

- il propose aux autorités investies du pouvoir de nomination la désignation du directeur général et du directeur général adjoint de l’Agence ;
- il autorise les participations dans tout autre société, association, groupement ou organisme professionnel dont l’activité est liée aux missions de l’Agence.

### Direction générale
Le Directeur général est chargé de la gestion et de l’application de la politique générale de l’Agence sous le contrôle du Conseil de surveillance à qui il rend compte. À ce titre :
- il prépare les programmes d’action, les rapports d’activités, les budgets annuels et programmes d’investissement pluriannuels, et les états financiers annuels relevant de l’Agence ;
- il assure la gestion technique, administrative et financière de l’Agence ;
- il assure le contrôle interne de gestion technique, budgétaire et financière de l’Agence ;
- il prépare les délibérations du Conseil de surveillance, assiste avec voix consultative à ses réunions et exécute ses décisions ;
- il recrute, nomme, note et licencie le personnel, sous réserve des prérogatives reconnues au Conseil d’Orientation, fixe leurs rémunérations et avantages dans le respect des lois et règlements en vigueur, du règlement intérieur, des prévisions budgétaires et des délibérations du Conseil de surveillance; les collaborateurs du directeur général (directeurs et chefs de division) sont choisis au terme d’un appel à la concurrence ;
- il nomme aux postes de responsabilité au rang hiérarchique immédiatement inférieur à celui de directeur général adjoint ;
- il gère les biens meubles et immeubles, corporels et incorporels de l’Agence, dans le respect de son objet social et des lois et règlements en vigueur ;
- il accepte toutes subventions, après avis du Ministre de tutelle et informe le Conseil d’Orientation ;
- il prend, en cas d’urgence, toute mesure conservatoire nécessaire à la bonne marche de l’Agence, à charge pour lui de rendre compte au Conseil d’Orientation ;
- il représente l’Agence dans tous les actes de la vie civile et en justice.

Son organisation est la suivante :
Le conseil de surveillance
La Direction générale
L'agence comptable
Le service et sécurité
Le bureau de l'archivage et du courrier
Les conseillers techniques
L'audit interne
La cellule juridique
La cellule communication
Le contrôle de gestion
La cellule de passation des marchés
La coordination à l'action régionale
- Les directions

Direction des Statistiques Économiques et de la Comptabilité nationale (DSECN)
Direction des Statistiques Démographiques et Sociales (DSDS)
Direction de la Méthodologie, de la Coordination Statistique et des Partenariats (DMCP)
Direction des Systèmes d'informations et de la diffusion (DSID)
Direction de l'Administration générale et des Ressources humaines (DAGRH)
Direction de l’École nationale de la Statistique et de l'Analyse Économique Pierre Ndiaye (ENSAE)
Le Directeur général actuel est le Professeur Allé Nar DIOP ; il est assisté de son Directeur Général-Adjoint M.Abdou DIOUF.

## Histoire
L'ANSD a succédé en 2005 à la Direction de la Prévision et de la Statistique (DPS) qui avait été créée en 1990 en fusionnant la Direction de la Statistique et la Direction de la Prévision et de la Conjoncture ; la Direction de la Statistique avait été créée en 1960 et la Direction de la Prévision et de la Conjoncture en 1974.
| Nom                   | Période              |
| --------------------- | -------------------- |
| Aboubacar Sédikh Bèye | 2022 -               |
| Pr. Allé Nar Diop     | 2020 - 2022          |
| Babacar Ndir          | 2017 - 2020          |
| Aboubacar Sédikh Bèye | 2014 - 2017          |
| Babakar Fall          | 2006 - 2014          |
| Sogué Diarisso        | 2000 - 2006          |
| Moussa Faye           | 1997 - 2000          |
| Awa Thiongane         | 1980 - 1997          |
| Lamine Diop           | Avril 1974-Août 1980 |
| Serigne Lamine Diop   | 1967 - Avril 1974    |